# Селиванов, Иван Михайлович
Иван Михайлович Селиванов (2 августа 1928, Шерекино, Льговский район, совр. Курская область — 14 марта 1987, Новосибирск) — директор Новосибирского оловокомбината (1977—1987), кандидат технических наук (1969), лауреат Государственной премии СССР (1985).

## Биография
Родился 2 августа 1928 года в селе Шерекино современной Курской области. Из семьи рабочих. В 1953 году окончил Харьковский политехнический институт. Трудился в победитовой и гальванической мастерских Новосибирского завода низковольтной аппаратуры.
С 1957 по 1971 год занимал ряд должностей на Новосибирском оловянном заводе: мастер, старший мастер, начальник участка и начальник опытного цеха. С 1971 по 1977 год — секретарь парткома этого предприятия. В 1977—1987 годах — руководитель Новосибирского оловянного комбината.
Депутат Кировского районного Совета Новосибирска, работал в его исполнительном комитете. Состоял в Новосибирском городском и Кировском районном комитетах КПСС.
Умер 14 марта 1987 года в Новосибирске. Похоронен на Заельцовском кладбище (квартал 68).

## Деятельность
Усовершенствовал производственную технологию высших марок олова. В период его руководства предприятием был освоен выпуск металла с 99,9999 % основного вещества.
Автор девяти научных публикаций и восьми изобретений.

## Награды
Орден Трудового Красного Знамени, серебряная медаль ВДНХ СССР.